# Plesionika sanctaecatalinae
Plesionika sanctaecatalinae is een garnalensoort uit de familie van de Pandalidae. De wetenschappelijke naam van de soort is voor het eerst geldig gepubliceerd in 1983 door Wicksten.